# Danh sách cầu thủ tham dự Cúp bóng đá châu Phi 1986
Dưới đây là danh sách các đội hình thi đấu tại Cúp bóng đá châu Phi 1986.

## Bảng A

### Bờ Biển Ngà
Huấn luyện viên:  Pancho Gonzalès

| Số | VT | Cầu thủ                 | Ngày sinh (tuổi)           | Trận | Bàn | Câu lạc bộ\| |
| -- | -- | ----------------------- | -------------------------- | ---- | --- | ------------ |
|    | TM | Zagouli Gbolié          |                            |      |     |              |
|    | HV | Sacré Abialy            |                            |      |     |              |
|    | HV | Boris Diecket           | 31 tháng 3, 1963 (22 tuổi) |      |     | Tours        |
|    | HV | Emile Gnahoré           |                            |      |     |              |
|    | HV | Patrice Lago            |                            |      |     |              |
|    | HV | François Monguéhi       |                            |      |     |              |
|    | HV | Laurent Zahui           | 10 tháng 8, 1960 (25 tuổi) |      |     |              |
|    | TV | Oumar Ben Salah         | 2 tháng 7, 1964 (21 tuổi)  |      |     | ASEC Mimosas |
|    | TV | Saint-Joseph Gadji-Celi | 1 tháng 5, 1961 (24 tuổi)  |      |     | ASEC Mimosas |
|    | TV | Pascal Miézan           | 3 tháng 4, 1959 (26 tuổi)  |      |     | Lierse       |
|    | TV | Kouassi N'Dri           |                            |      |     |              |
|    | TV | François Zahoui         | 21 tháng 8, 1962 (23 tuổi) |      |     | Nancy        |
|    | TĐ | Youssouf Falikou Fofana | 26 tháng 7, 1966 (19 tuổi) |      |     | AS Monaco    |
|    | TĐ | Abdoulaye Traoré        | 4 tháng 3, 1967 (19 tuổi)  |      |     | Braga        |
|    |    | Aboubacar N'Diaye       |                            |      |     |              |

### Ai Cập
Huấn luyện viên:  Mike Smith

| Số | VT | Cầu thủ           | Ngày sinh (tuổi)            | Trận | Bàn | Câu lạc bộ\|          |
| -- | -- | ----------------- | --------------------------- | ---- | --- | --------------------- |
| 1  | TM | Thabet El-Batal   | 16 tháng 9, 1953 (32 tuổi)  |      |     | Al Ahly SC            |
| 2  | HV | Ali Shehata       |                             |      |     | Arab Contractors SC   |
| 3  | HV | Mohamed Omar      | 3 tháng 9, 1958 (27 tuổi)   |      |     | Al Ittihad Alexandria |
| 4  | HV | Ashraf Kasem      | 25 tháng 7, 1966 (19 tuổi)  |      |     | Zamalek SC            |
| 5  | HV | Rabie Yassin      | 7 tháng 9, 1960 (25 tuổi)   |      |     | Al Ahly SC            |
| 6  | TV | Magdi Abdelghani  | 27 tháng 7, 1959 (26 tuổi)  |      |     | Al Ahly SC            |
| 7  | TV | Alaa Mayhoub      | 19 tháng 1, 1963 (23 tuổi)  |      |     | Al Ahly SC            |
| 8  | TV | Naser Elteles     | 24 tháng 11, 1957 (28 tuổi) |      |     | Ghazl El Mahalla SC   |
| 9  | TV | Tarek Yehia       | 10 tháng 9, 1961 (24 tuổi)  |      |     | Zamalek SC            |
| 10 | TV | Gamal Abdelhamid  | 24 tháng 11, 1957 (28 tuổi) |      |     | Zamalek SC            |
| 11 | TĐ | Mahmoud Al Khatib | 30 tháng 10, 1954 (31 tuổi) |      |     | Al Ahly SC            |
| 12 | TV | Taher Abouzeid    | 1 tháng 4, 1962 (23 tuổi)   |      |     | Al Ahly SC            |
| 13 | TĐ | Hossam Hassan     | 10 tháng 8, 1966 (19 tuổi)  |      |     | Al Ahly SC            |
| 14 | TV | Shawky Ghareeb    | 26 tháng 2, 1959 (27 tuổi)  |      |     | Ghazl El Mahalla SC   |
| 15 | HV | Hamada Sedki      | 25 tháng 8, 1961 (24 tuổi)  |      |     | El Minya SC           |
| 16 | TĐ | Mostafa Abdo      | 10 tháng 1, 1953 (33 tuổi)  |      |     | Al Ahly SC            |

### Mozambique
Huấn luyện viên: Manaca

| Số | VT | Cầu thủ            | Ngày sinh (tuổi)            | Trận | Bàn | Câu lạc bộ\| |
| -- | -- | ------------------ | --------------------------- | ---- | --- | ------------ |
|    | TM | Filipe Chissequere |                             |      |     |              |
|    |    | Elcídio Conde      |                             |      |     |              |
|    |    | Joaquim João       |                             |      |     |              |
|    |    | Armando Faruk      |                             |      |     |              |
|    |    | Matonse Santos     |                             |      |     |              |
|    |    | Manuel Siname      |                             |      |     |              |
|    |    | Manuel Cossa       |                             |      |     |              |
|    |    | Leovegildo Mabota  |                             |      |     |              |
|    |    | Amade Chamabe      |                             |      |     |              |
|    |    | Joaquim Lucas      |                             |      |     |              |
|    |    | Nicolau Sousa      |                             |      |     |              |
|    |    | Geraldo Conde      |                             |      |     |              |
|    | TĐ | Chiquinho Conde    | 22 tháng 11, 1965 (20 tuổi) |      |     | Maxaquene    |
|    |    | Jerónimo Nhanombe  |                             |      |     |              |
|    |    | Tomas Banze        | 26 tháng 1, 1957 (29 tuổi)  |      |     |              |
|    |    | Machava            |                             |      |     |              |
|    |    | Sinane Almeida     |                             |      |     |              |

### Sénégal
Huấn luyện viên: Pape Alioune Diop

| Số | VT | Cầu thủ               | Ngày sinh (tuổi)            | Trận | Bàn | Câu lạc bộ\|     |
| -- | -- | --------------------- | --------------------------- | ---- | --- | ---------------- |
|    | TM | Cheikh Seck           | 8 tháng 1, 1958 (28 tuổi)   |      |     |                  |
|    | HV | Pape Fall             | 19 tháng 1, 1960 (26 tuổi)  |      |     | Seib Diourbel    |
|    | HV | Racine Kane           | 27 tháng 2, 1960 (26 tuổi)  |      |     | Seib Diourbel    |
|    | HV | Roger Mendy           | 8 tháng 2, 1960 (26 tuổi)   |      |     | ASC Jeanne d'Arc |
|    | HV | Mamadou Tew           | 27 tháng 11, 1959 (26 tuổi) |      |     | Club Brugge      |
|    | HV | Oumar Touré           |                             |      |     |                  |
|    | TV | Amadou Diop           |                             |      |     |                  |
|    | TV | Joseph Koto           | 1 tháng 1, 1960 (26 tuổi)   |      |     |                  |
|    | TV | Jean-Christophe Sagna | 5 tháng 5, 1954 (31 tuổi)   |      |     | Quimper          |
|    | TV | Oumar Sène            | 23 tháng 10, 1959 (26 tuổi) |      |     | Paris SG         |
|    | TĐ | Jules Bocandé         | 25 tháng 11, 1958 (27 tuổi) |      |     | Metz             |
|    | TĐ | Saar Boubacar         | 20 tháng 6, 1951 (34 tuổi)  |      |     | Martigues        |
|    | TĐ | Thierno Youm          | 17 tháng 4, 1960 (25 tuổi)  |      |     | Laval            |
|    |    | Cheikh Tidiane Fall   |                             |      |     |                  |

## Bảng B

### Algérie
Huấn luyện viên: Rabah Saâdane
| Số | Vt | Cầu thủ            | Ngày sinh (tuổi)            | Số trận | Câu lạc bộ     |
| -- | -- | ------------------ | --------------------------- | ------- | -------------- |
| 1  | TM | Nacerdine Drid     | 22 tháng 1, 1957 (29 tuổi)  |         | MP Oran        |
|    | TM | Mehdi Cerbah       | 3 tháng 4, 1953 (32 tuổi)   |         | RS Kouba       |
|    | HV | Mohammed Chaib     | 20 tháng 5, 1957 (28 tuổi)  |         | RS Kouba       |
|    | HV | Mahmoud Guendouz   | 24 tháng 2, 1953 (33 tuổi)  |         | JS El Biar     |
|    | HV | Mokhtar Kechamli   | 2 tháng 11, 1962 (23 tuổi)  |         | ASC Oran       |
|    | HV | Faouzi Mansouri    | 17 tháng 1, 1956 (30 tuổi)  |         | Montpellier    |
|    | HV | Fodil Megharia     | 23 tháng 5, 1961 (24 tuổi)  |         | ASO Chlef      |
|    | HV | Chaabane Merzekane | 8 tháng 3, 1959 (26 tuổi)   |         | MA Hussein Dey |
|    | HV | Abdelhamid Sadmi   | 1 tháng 1, 1961 (25 tuổi)   |         | JE Tizi-Ouzou  |
| 8  | TV | Ali Fergani (c)    | 21 tháng 9, 1952 (33 tuổi)  |         | JE Tizi-Ouzou  |
|    | TV | Mohamed Kaci Said  | 2 tháng 5, 1958 (27 tuổi)   |         | RS Kouba       |
|    | TV | Karim Maroc        | 5 tháng 3, 1958 (28 tuổi)   |         | Montpellier    |
|    | TV | Hocine Yahi        | 25 tháng 4, 1960 (25 tuổi)  |         | CM Belcourt    |
|    | TĐ | Fawzi Benkhalidi   | 3 tháng 2, 1963 (23 tuổi)   |         | WKF Boufarik   |
|    | TĐ | Tedj Bensaoula     | 1 tháng 12, 1954 (31 tuổi)  |         | Le Havre       |
|    | TĐ | Nasser Bouiche     | 8 tháng 6, 1960 (25 tuổi)   |         | MP Alger       |
|    | TĐ | Nacer Bouiche      | 16 tháng 5, 1963 (22 tuổi)  |         | JE Tizi-Ouzou  |
|    | TĐ | Rabah Madjer       | 15 tháng 12, 1958 (27 tuổi) |         | Porto          |
|    | TĐ | Hakim Medane       | 5 tháng 9, 1966 (19 tuổi)   |         | USM El Harrach |
|    | TĐ | Djamel Menad       | 22 tháng 7, 1960 (25 tuổi)  |         | JE Tizi-Ouzou  |

### Cameroon
Huấn luyện viên:  Claude Le Roy
| Số | Vt | Cầu thủ           | Ngày sinh (tuổi)           | Số trận | Câu lạc bộ       |
| -- | -- | ----------------- | -------------------------- | ------- | ---------------- |
|    | TM | Thomas Nkono      | 20 tháng 7, 1955 (30 tuổi) |         | Espanyol         |
|    | HV | Ibrahim Aoudou    | 23 tháng 8, 1955 (30 tuổi) |         | Besançon         |
|    | HV | Emmanuel Kundé    | 15 tháng 7, 1956 (29 tuổi) |         | Canon Yaoundé    |
|    | HV | Victor Ndip       | 18 tháng 8, 1967 (18 tuổi) |         |                  |
|    | HV | Isaac Sinkot      |                            |         |                  |
|    | TV | Théophile Abega   | 9 tháng 7, 1954 (31 tuổi)  |         | Vevey Sports     |
|    | TV | André Kana-Biyik  | 1 tháng 9, 1965 (20 tuổi)  |         | Diamant Yaoundé  |
|    | TV | Grégoire Mbida    | 27 tháng 1, 1952 (34 tuổi) |         | Dunkerque        |
|    | TV | Emile Mbouh-Mbouh | 30 tháng 5, 1966 (21 tuổi) |         | Diamant Yaoundé  |
|    | TV | Louis-Paul Mfédé  | 26 tháng 2, 1961 (25 tuổi) |         | Rennes           |
|    | TĐ | Ernest Ebongué    | 15 tháng 5, 1962 (23 tuổi) |         | Tonnerre Yaoundé |
|    | TĐ | Roger Milla       | 20 tháng 5, 1952 (33 tuổi) |         | Saint-Étienne    |
|    | TĐ | Dagobert Dang     | 1958                       |         |                  |
|    |    | Mamadou Oumarou   |                            |         |                  |

### Maroc
Huấn luyện viên:  José Faria
| Số | Vt | Cầu thủ                  | Ngày sinh (tuổi)            | Số trận | Câu lạc bộ       |
| -- | -- | ------------------------ | --------------------------- | ------- | ---------------- |
|    | TM | Badou Ezzaki             | 2 tháng 4, 1959 (26 tuổi)   |         | Wydad Casablanca |
|    | TM | Salahdine Hmied          | 1 tháng 9, 1961 (24 tuổi)   |         | FAR Rabat        |
|    | HV | Norredine Bouyahyaoui    | 7 tháng 1, 1955 (31 tuổi)   |         | Kenitra          |
|    | HV | Mustapha El Biyaz        | 12 tháng 2, 1960 (26 tuổi)  |         | KAC Marrakech    |
|    | HV | Labid Khalifa            | 1955                        |         | Kenitra          |
|    | HV | Abdelmajid Lamriss       | 12 tháng 2, 1959 (27 tuổi)  |         | FAR Rabat        |
|    | HV | Lahcen Ouadani           | 14 tháng 7, 1959 (26 tuổi)  |         | FAR Rabat        |
|    | TV | Aziz Bouderbala          | 26 tháng 12, 1960 (25 tuổi) |         | Sion             |
|    | TV | Abdelmajid Dolmy         | 19 tháng 4, 1953 (32 tuổi)  |         | Raja Casablanca  |
|    | TV | Mouncif El Haddaoui      | 21 tháng 10, 1964 (21 tuổi) |         | Association Salé |
|    | TV | Mustafa El Haddaoui      | 28 tháng 7, 1961 (24 tuổi)  |         | Lausanne-Sport   |
|    | TV | Jamal Jebrane            | 20 tháng 8, 1957 (28 tuổi)  |         | Kenitra          |
|    | TV | Mohammed Sahil           | 11 tháng 10, 1963 (22 tuổi) |         | KAC Marrakech    |
|    | TV | Abdelaziz Souleimani     | 30 tháng 4, 1958 (27 tuổi)  |         | Maghreb Fez      |
|    | TĐ | Abderrazak Khairi        | 20 tháng 11, 1962 (23 tuổi) |         | FAR Rabat        |
|    | TĐ | Khalid Labied            | 24 tháng 8, 1955 (30 tuổi)  |         | FUS de Rabat     |
|    | TĐ | Abdelkrim Merry "Krimau" | 13 tháng 1, 1955 (31 tuổi)  |         | Le Havre         |
|    | TĐ | Abdelfettah Rhiati       | 25 tháng 2, 1963 (23 tuổi)  |         | Maghreb Fez      |
|    |    | Mustapha Bidane          |                             |         |                  |
|    |    | Fadhili Hammou           |                             |         |                  |
|    |    | Abdelatif Yakdani        |                             |         |                  |

### Zambia
Huấn luyện viên: Brightwell Banda

| Số | VT | Cầu thủ             | Ngày sinh (tuổi)           | Trận | Bàn | Câu lạc bộ\|         |
| -- | -- | ------------------- | -------------------------- | ---- | --- | -------------------- |
|    | TM | David Chabala       | 2 tháng 2, 1960 (26 tuổi)  |      |     | Mufulira Wanderers   |
|    | HV | Laban Chishala      |                            |      |     |                      |
|    | HV | Ashious Melu        | 6 tháng 6, 1957 (28 tuổi)  |      |     | Mufulira Wanderers   |
|    | HV | Jones Chilengi      | 30 tháng 1, 1955 (31 tuổi) |      |     | Green Buffaloes F.C. |
|    | HV | Kapambwe Mulenga    | 1963                       |      |     |                      |
|    | TV | Jericho Shinde      |                            |      |     |                      |
|    | TV | Derby Makinka       | 5 tháng 9, 1965 (20 tuổi)  |      |     |                      |
|    | TV | Charly Musonda      | 22 tháng 8, 1969 (16 tuổi) |      |     | Cercle Brugge        |
|    |    | Lackson Chanda      |                            |      |     |                      |
|    | TV | Wisdom Mumba Chansa | 17 tháng 4, 1964 (21 tuổi) |      |     |                      |
|    | TĐ | Jack Chanda         |                            |      |     |                      |
|    |    | Clifton Mwemya      |                            |      |     |                      |
|    | TĐ | Michael Chabala     |                            |      |     |                      |
|    | TĐ | Kalusha Bwalya      | 16 tháng 8, 1963 (22 tuổi) |      |     | Cercle Brugge        |
|    | TĐ | Boniface Chanda     |                            |      |     |                      |